# Postsportverein
Ein Postsportverein ist ein Sportverein, der ursprünglich zur Ausübung des Betriebssports für Beschäftigte der Post entstanden ist und in Deutschland von der Deutschen Reichspost und später von der Deutschen Bundespost logistisch und finanziell unterstützt wurde.

## Geschichte
Der erste Postsportverein wurde 1889 in Budapest gegründet. Auch wenn es im deutschen Kaiserreich bereits einzelne Betriebssportgruppen nicht nur in privatwirtschaftlichen Unternehmen, sondern auch in Behörden (wie der Post) gab, fand erst seit der Weimarer Republik eine systematischere Förderung der Behördensportbewegungen statt. 1919 entstand in Wien der Sportverein der Post- und Telegraphenbediensteten. Der erste Postsportverein Deutschlands wurde am 26. September 1924 in Berlin gegründet. Rasch gründeten sich weitere Postsportvereine, sodass schon im selben Jahr die Arbeitsgemeinschaft deutscher Postsportvereine gegründet wurde. Bis 1932 hatten die Postsportvereine schon 45.000 Mitglieder. In der Zeit des Nationalsozialismus wurde der Postsport weiter intensiviert und ausgebaut. Die Zahl der Vereine stieg von gut 100 auf etwa 500 und die Zahl der Mitglieder stieg bis 1937 auf 172.000. Die nationalsozialistische Regierung griff auch in bis dahin autonome, vor allem personelle, Entscheidungen der Postsportvereine ein und erwirkte eine hierarchischere Vereinsstruktur. Nach Ende des Zweiten Weltkriegs standen die Mächte in den Besatzungszonen den behördlichen Sportvereinen eher skeptisch gegenüber und verhinderten teilweise deren Förderung. In Westdeutschland lösten sich die Vereine zunehmend von der Anknüpfung an die Postbehörde und öffneten sich mehr für betriebsfremde Mitarbeiter, wodurch die Anzahl der Postsportvereine wieder stieg.
In der DDR bestand seit 1951 die Sportvereinigung Post, deren Betriebssportgemeinschaften die Deutsche Post (DDR) als Trägerbetrieb hatten.
Auf ihrem Höhepunkt, kurz nach der Wiedervereinigung, wurden deutschlandweit 367 Vereine und 200.000 Postsport-Vereinsmitglieder gezählt. Nach der Privatisierung der Bundespost in den 1990er Jahren wurden einige Postsportvereine umbenannt oder fusionierten mit anderen Clubs.
1999 endete Verpflichtung zur Förderung der deutschen Postsportvereine durch die Deutsche Bundespost. Auch in Österreich endete Ende der 1990er Jahre die Unterstützung durch die Österreichische Post und Telekom Austria.
In Deutschland existierten 2016 noch ca. 250 Postsportvereine.

## Beispiele
- Postsportverein 1925 Aachen e. V. in Post-Telekom-Sportverein Aachen umbenannt.
- Post SV Augsburg
- Post SV Berlin zum 1. Januar 2005 in Pro Sport Berlin 24 umbenannt.
- Telekom Post SV Bielefeld
- Post Sportverein Bonn 1926 e. V., Telekom Baskets Bonn
- Post-SV Braunschweig
- Post SV Chemnitz
- Post SV Dresden
- Post SV Düsseldorf
- Postsportverein Emden e. V. 1976 gegründet. In SV Blau-Gelb Barenburg-Emden e. V. umbenannt. Dieser fusionierte 2008 mit dem Ballspielverein Kickers Emden zum Barenburger Sportverein Kickers Emden e. V.
- Post SV Hamburg
- Post SV Jena
- Post-SV Liegnitz, siehe SG Liegnitz
- Postsportverein Ludwigshafen
- Post SV Mühlhausen 1951
- Post SV Mülheim, siehe Post SV Telekom Mülheim
- PSV München
- BSG Post Neubrandenburg
- Post SV Nürnberg
- Post SV Oppeln
- Post SV Regensburg, siehe SG Post/Süd Regensburg
- SV Post Schwerin
- Post SG Stuttgart
- Post-Sportverein Trier
- Post-SV Tübingen
- PSV Wesel-Lackhausen
- Post SV Wien
- Post SV Blau-Gelb Wilhelmshaven e. V. in SC Blau Gelb e. V. umbenannt. Dieser fusionierte 2015 mit dem STV Voslapp von 1949 zum STV Wilhelmshaven.[10]
- Post-Sportverein Wuppertal 1929 e. V. wurde 1997 in Post- und Telekom- SV Wuppertal umbenannt.[11]